# منطقة ثيروفانانثابورام
ثيروفانانثابورام رمزها «TV» (بالإنجليزية: Thiruvananthapuram)‏ ، هو تقسيم إداري لدولة الهند تتبع ولاية كيرلا (بالإنجليزية: Kerala)‏ ، مركزها هو مدينة ثيروفانانثابورام (بالإنجليزية: Thiruvananthapuram)‏ عدد سكانها حسب تعداد سنة 2001 هو 3,234,707 ، مساحتها 2,192 كم² وكثافة السكان 1,476 لكل كم² .

## المناخ
يظهر الجدول التالي التغييرات المناخية على مدار السنة لمنطقة ثيروفانانثابورام:
| البيانات المناخية لـمنطقة ثيروفانانثابورام | البيانات المناخية لـمنطقة ثيروفانانثابورام | البيانات المناخية لـمنطقة ثيروفانانثابورام | البيانات المناخية لـمنطقة ثيروفانانثابورام | البيانات المناخية لـمنطقة ثيروفانانثابورام | البيانات المناخية لـمنطقة ثيروفانانثابورام | البيانات المناخية لـمنطقة ثيروفانانثابورام | البيانات المناخية لـمنطقة ثيروفانانثابورام | البيانات المناخية لـمنطقة ثيروفانانثابورام | البيانات المناخية لـمنطقة ثيروفانانثابورام | البيانات المناخية لـمنطقة ثيروفانانثابورام | البيانات المناخية لـمنطقة ثيروفانانثابورام | البيانات المناخية لـمنطقة ثيروفانانثابورام | البيانات المناخية لـمنطقة ثيروفانانثابورام |
| الشهر                                      | يناير                                      | فبراير                                     | مارس                                       | أبريل                                      | مايو                                       | يونيو                                      | يوليو                                      | أغسطس                                      | سبتمبر                                     | أكتوبر                                     | نوفمبر                                     | ديسمبر                                     | المعدل السنوي                              |
| ------------------------------------------ | ------------------------------------------ | ------------------------------------------ | ------------------------------------------ | ------------------------------------------ | ------------------------------------------ | ------------------------------------------ | ------------------------------------------ | ------------------------------------------ | ------------------------------------------ | ------------------------------------------ | ------------------------------------------ | ------------------------------------------ | ------------------------------------------ |
| الدرجة القصوى °م (°ف)                      | 37 (99)                                    | 38 (100)                                   | 38 (100)                                   | 38 (100)                                   | 38 (100)                                   | 39 (102)                                   | 38 (100)                                   | 38 (100)                                   | 33 (91)                                    | 38 (100)                                   | 37 (99)                                    | 36 (97)                                    | 39 (102)                                   |
| متوسط درجة الحرارة الكبرى °م (°ف)          | 31.5 (88.7)                                | 31.9 (89.4)                                | 32.6 (90.7)                                | 32.6 (90.7)                                | 31.6 (88.9)                                | 29.7 (85.5)                                | 29.2 (84.6)                                | 29.4 (84.9)                                | 30.0 (86.0)                                | 29.9 (85.8)                                | 30.3 (86.5)                                | 31.0 (87.8)                                | 30.8 (87.4)                                |
| متوسط درجة الحرارة الصغرى °م (°ف)          | 22.2 (72.0)                                | 22.8 (73.0)                                | 24.1 (75.4)                                | 24.9 (76.8)                                | 24.7 (76.5)                                | 23.5 (74.3)                                | 23.1 (73.6)                                | 23.2 (73.8)                                | 23.3 (73.9)                                | 23.3 (73.9)                                | 23.1 (73.6)                                | 22.6 (72.7)                                | 23.4 (74.1)                                |
| أدنى درجة حرارة °م (°ف)                    | 15 (59)                                    | 17 (63)                                    | 20 (68)                                    | 20 (68)                                    | 20 (68)                                    | 21 (70)                                    | 18 (64)                                    | 20 (68)                                    | 18 (64)                                    | 20 (68)                                    | 20 (68)                                    | 20 (68)                                    | 15 (59)                                    |
| الهطول مم (إنش)                            | 22.7 (0.89)                                | 24.4 (0.96)                                | 40.4 (1.59)                                | 117.4 (4.62)                               | 230.4 (9.07)                               | 320.8 (12.63)                              | 226.8 (8.93)                               | 138.1 (5.44)                               | 174.6 (6.87)                               | 281.7 (11.09)                              | 184.5 (7.26)                               | 65.9 (2.59)                                | 1٬827٫7 (71.96)                            |
| المصدر #1:                                 |                                            |                                            |                                            |                                            |                                            |                                            |                                            |                                            |                                            |                                            |                                            |                                            |                                            |
| المصدر #2:                                 |                                            |                                            |                                            |                                            |                                            |                                            |                                            |                                            |                                            |                                            |                                            |                                            |                                            |